# Унарна функція
Унарна функція — це функція, яка приймає один аргумент. В комп'ютерній науці, a унарний оператор
це підмножина унарних функцій.
Приклад :-
a++
тут a це операнд, до якого застосований унарний оператор ++.
цей вираз може записаний у формі
a=a+1.
Велика кількість елементарних функцій це унарні функції, зокрема тригонометричні функції, логарифм із заданим базисом, Піднесення в степінь із заданою степеню або базисом, і Гіперболічні функції є унарними.